# Доко Майо
Доко Майо (яп. 土光 真代; нар. 3 травня 1996) — японська футболістка. Грала за збірну Японії.

## Клубна кар'єра
У 2012 році дебютувала в «Ніттере Бередза».

## Кар'єра в збірній
Дебютувала у збірній Японії 29 липня 2018 року в поєдинку проти Бразилії. З 2018 рік зіграла 2 матчі в національній збірній.

## Статистика виступів
| Збірна Японії | Збірна Японії | Збірна Японії |
| Рік           | Матчі         | Голи          |
| ------------- | ------------- | ------------- |
| 2018          | 1             | 0             |
| 2019          | 1             | 0             |
| Загалом       | 2             | 0             |